# Mladikovine
Mladikovine (szerbül: Младиковине), település Bosznia-Hercegovinában, a Szerb Köztársaságban, Teslić községben.

## Fekvése
A település Bosznia-Hercegovina középső részének északi szélén, Dobojtól légvonalban 34, közúton 52 km-re délnyugatra, községközpontjától légvonalban 12, közúton 27 km-re délre, a Blatnica és a Velika Usora folyók összefolyásától északra, a Borja-hegység délkeleti lábánál, 308-630 méteres magasságban található. Délkeleten Blatnica, keleten Komušina és Rajševo, délen Bijeli Bučje és Ugodnovići, északkeleten Vlajići, északon Kuzmani és nyugaton Očaus települések határolják. Települései többnyire a Velika Usora bal oldali mellékvizei, a Marica, a Želeče és az Uzvinska folyók völgyében találhatók. A gyenge infrastruktúra miatt a völgyek el vannak szigetelve, így maga a központ is el van szigetelve a falu többi részétől. Szeres típusú település, amely számos faluból áll, amelyeket a bennük lakó nagyobb családokról neveztek el. A település helyi közösségekbe szerveződik, ezek: Mladikovine, Lug Markovići és részben Uzvinska. Mladikovinéból minden út többnyire a Velika Usora vízgyűjtőjébe, azaz Blatnicába és Milan Poljébe vezet. Határa erdőkben és ivóvízben gazdag.

## Népessége
| Nemzetiségi csoport | Népesség 1991 | Népesség 2013 |
| ------------------- | ------------- | ------------- |
| Szerb               | 2366          | 1458          |
| Bosnyák             | 0             | 1             |
| Horvát              | 3             | 5             |
| Jugoszláv           | 24            | 0             |
| Egyéb               | 13            | 1             |
| Összesen            | 2406          | 1465          |

## Története
A falu területén, Blatnica közelében bronzkori leletekre bukkantak. A falut a Boszniai szandzsák 1604-es terjedelmes összeírása még nem említi. Amint a neve is mutatja, később telepítették. A vezetéknevek is az elmúlt évszázadok bevándorlásáról tanúskodnak, többnyire a szomszédos hegyi falvakból: Bagići és Trivunovići családok Bijelo Bučjéből;a  Karpići és Todići családok Bricből; a Deronjići és Kitići családok Ugodnovićiból; Klječani család Očausból; a Jelić család Kruševo Brdoból származik.
A többségben szerb lakosságú település 1878-ig tartozott az Oszmán Birodalomhoz, ekkor a berlini kongresszus határozata alapján az Osztrák-Magyar Monarchia része lett. 1879-ben az első osztrák-magyar népszámlálás során a Tešanji járáshoz és Komušina községhez tartozó településnek 51 háztartása és 469 ortodox szerb lakosa volt. Fejlődésében sokan jelentett, hogy a vasútvonal 1903-ban a Velika Usora völgyén keresztül elérte Blatnicát, majd a következő évben meghosszabbították az Okrugla és a Velika Usora folyók találkozásáig. A vasutat az 1970-es évek elején szüntették meg. 1910-ben a Tesanji járáshoz tartozó településen 75 háztartást és 827 ortodox lakost találtak. A monarchia szétesésével 1918-ban előbb a Szerb-Horvát-Szlovén Királyság, majd 1929-től a Jugoszláv Királyság része lett. Az 1929-es törvény értelmében, amikor Bosznia-Hercegovinát négy banovinára, Drinskára, Vrbaskára, Zetskára és Primorskára osztották, a település a Vrbaska banovina része lett, amelynek székhelye Banja Luka volt. 
Jugoszlávia megszállása után a Független Horvát Állam (NDH) része lett. A második világháború után 1992-ig a település a szocialista Jugoszlávia keretében a Bosznia-Hercegovinai Népköztársaság része volt. A boszniai háborúban 42 helyi harcost esett el, amely a falu méretével arányosan a legtöbb Teslić községben. A templomkapuban emlékművet állítottak nekik. A daytoni egyezmény aláírása után a település Teslić község részeként a Szerb Köztársaság területéhez került.
A falu területén igen gyakori a kivándorlás. A fiatalok külföldre (főleg Nyugat-Európába) vagy a nagyobb városokba mennek jobb életet keresve.

## Gazdaság
A lakosság egyaránt foglalkozik mezőgazdasággal és állattenyésztéssel. Jelentős számú munkavállaló van külföldön. A település területeiről származó tejet a blatnicai „Natura Vita” tejüzemben dolgozzák fel. A falu mezőgazdasági termékeinek minőségének köszönhetően a Szerb Köztársaság és Bosznia-Hercegovina egész területén ismertek.

## Infrastruktúra
Mladikovinét az Uzvinska, Marica és Želeća völgyein átvezető utak kötik össze a Velika Usora völgyével és a Teslić felé vezető úttal, részben és szakaszosan a Boszniai Szerb Köztársaság korában lettek ellátva szilárd burkolattal. Ugyanakkor a falu nagy része be van kötve a telefonhálózatba.

## Oktatás
Mladikovinában ötosztályos általános iskola található, amely a blatnicai Dositej Obradović Általános Iskola regionális iskolájaként működik.

## Nevezetességei
- Szent Sziszoész tiszteletére szentelt ortodox plébániatemploma. A 19,5 x 10 méteres egyhajós templom építése 1988-ban kezdődött, az alapokat 1988. október 14-én szentelte fel G. Vasilije zvornik-tuzlai püspök. Az építkezés 2000. július 23-án fejeződött be, a felszentelést az illetékes püspök végezte. A templom rézzel borított, van harangtornya és három harangja, de kupola nincs. A terveket a belgrádi Branko Pešić építész készítette, és a Petrovo na Ozren-i templomról másolta. Hagyomány szerint létezett itt egy fából készült imahely, ahol istentiszteleteket, keresztelőket és esküvőket tartottak.[3]

- A savići filiális templom 15 x 7 méteres. Az egyhajós Szent Bertalan és Barnabás templom építése 2006. szeptember 24-én kezdődött, az alapokat zvornik-tuzlai ortodox püspök Vasilije szentelte fel 2010. október 17-én A templom építése folyamatban van. A terveket Savo Krivokapić doboji építész készítette.[3]

- Uzvinskán két templom is van. A Szent Sziszoész tiszteletére szentelt templom fából készült, és egy szilárd anyagból készülő templom építése is folyamatban van. A fatemplom építése 2007. szeptember 23-án kezdődött, a templom mérete 9 x 5 méter, a téglatemplom építése 2008. július 10-én kezdődött, a templom mérete 15,5 x 7 méter.[3]

- A Milan Polje-i Szent Vaszilij Ostroški templom építése 2011. március 6-án kezdődött. Az alapokat Zvornik-Tuzla püspöke, Vasilije szentelte fel. Az építkezés 2012. július 29-én fejeződött be, a felszentelést az illetékes püspök végezte. A templom vasbetonból épült, rézzel borított. Harangtornya pengefalú , egy harangja és egy kupolája van.[3]